# Švédská gramatika
Švédská gramatika je mluvnický popis švédštiny. Švédská mluvnice vychází z podobných principů jako mluvnice ostatních germánských jazyků. Minimální flexe dává současné švédštině převažující charakter izolačního (analytického) jazyka.

## Rod ve švédštině
Švédština gramaticky rozlišuje dva rody: společný (commune) a střední (neutrum).
Rod mužský (masculinum) a ženský (femininum) splynuly ve spisovném jazyce dohromady a až na výjimky se nerozlišují (zůstávají zachovány v některých nářečích).
Ve 3. osobě jednotného čísla se ve společném rodě existují 3 osobní zájmena:
- han – on; pro osoby a živé bytosti mužského rodu;
- hon [hun:] – ona; pro osoby a živé bytosti ženského rodu;
- den – ono; pro věci, které patří gramaticky do společného rodu.

Pro střední rod se používá zájmeno det.
V 60. letech 20. století bylo uměle vytvořeno „politicky korektní“ zájmeno hen, které označuje osoby bez určení pohlaví. Zpočátku se nesetkalo u mluvčích s pochopením. Více se v určitých textech, které kladou důraz na rovnost pohlaví, využívá po roce 2000.

## Člen
Podobně jako jiné germánské jazyky má švédština člen určitý a neurčitý.

### Neurčitý člen
Neurčitý člen má tvar en (společný rod) a ett (střední rod), používá se jen v jednotném čísle a má význam „jeden“:
en kvinna – (jedna) žena, en man – (jeden) muž, ett barn – (jedno) dítě.

### Určitý člen
Určitý člen, který má význam „ten“, je tzv. postpozitivní. To znamená, že se připojuje jako koncovka k podstatnému jménu (podobně je to i třeba v bulharštině či rumunštině). Většinou má tvar -en (spol. rod) a -et (střední rod), v množném čísle obvykle -na, někdy -en, -a. Končí‑li slovo samohláskou, vynechává se obvykle e.
Příklady:
- stad – staden – städer – städerna (město);
- kvinna – kvinnan – kvinnor – kvinnorna (žena);
- hus – huset – hus – husen (dům);
- barn – barnet – barn – barnen (dítě).

Stojí‑li před podstatným jménem ještě přídavné jméno (v určitém tvaru), přidává se ještě člen den, det, de:
- den stora staden – (to) velké město,
- det gamla huset – (ten) starý dům,
- de unga kvinnorna – (ty) mladé ženy.

## Substantiva
Skloňování podstatných jmen je velmi jednoduché. Rozlišuje se jednotné (singulár) a množné (plurál) číslo. Nejčastější koncovky jsou -or [-ur], -ar, -er. Některá neutra jsou bez koncovky. Některá slova v plurálu přehlasují kmenovou samohlásku (man – män).

### Pády
Ve švédštině se zachovaly dva mluvnické pády – nominativ a genitiv, který se tvoří přidáním koncovky ‑s (jako v angličtině, ve švédštině se však běžně používá i pro neživotná substantiva, např. Sveriges huvudstad – hlavní město Švédska). Koncovku ‑s lze přidat i k tvarům s určitým členem:
- kvinna – kvinnan – kvinnor – kvinnorna (nominativní tvary; žena);
- kvinnas – kvinnans – kvinnors – kvinnornas (genitivní tvary).

Původní gramatický systém švédštiny měl 4 pády – nominativ, genitiv, dativ a akuzativ. V některých nářečích je tento systém dosud funkční. Ve standardní švédštině však byly dativ a akuzativ nahrazeny nominativem, mluvnické vazby se vyjadřují pomocí předložek. Genitiv má funkci čistě přivlastňovací, nepojí se s žádnou předložkou a stojí před substantivem, které určuje.

### Přehled skloňování substantiv
|               | jednotné číslo                 | jednotné číslo          | množné číslo             | množné číslo                   |
| neurč.        | urč.                           | neurč.                  | urč.                     |                                |
| 1. skloňování | en flicka                      | flickan                 | flickor                  | flickorna                      |
| 2. skloňování | en pojke                       | pojken                  | pojkar                   | pojkarna                       |
| 3. skloňování | en soldat en doktor ett museum | soldaten doktorn museet | soldater doktorer museer | soldaterna doktorerna museerna |
| 4. skloňování | ett äpple ett bi               | äpplet biet             | äpplen bin               | äpplena bina                   |
| 5. skloňování | en läkare ett hus              | läkaren huset           | läkare hus               | läkarna husen                  |

## Adjektiva
Švédská přídavná jména se skloňují dvojím typem skloňování – silným a slabým (podobně jako v němčině).

### Silné skloňování
Silné skloňování se používá s určitým členem a má v obou rodech i číslech stejný tvar, který má zpravidla koncovku -a, u mužského rodu (pozůstatek dřívějšího stavu) může být koncovka -e.
- den gamle mannen – starý muž,
- den gamla kvinnan – stará žena,
- det gamla huset – starý dům,
- de gamla kvinnorna – staré ženy,

### Slabé skloňování
Slabé skloňování se požívá v ostatních případech, ve společném rodě je adjektivum bez koncovky, ve středním rodě má koncovku ‑t a v množném čísle obou rodů -a (jako v určitém tvaru):
- en gammal man – starý muž,
- ett gammalt hus – starý dům,
- gamla kvinnor – staré ženy.

### Přehled tvoření tvarů adjektiv
| společný rod (c) | střední rod (n) | množné číslo (pl)/ určitý tvar | poznámka                                                                                               |
| ---------------- | --------------- | ------------------------------ | --- |
| stor             | stort           | stora                          | pravidelné tvoření (krácení samohl. v n)                                                               |
| ny               | nytt            | nya                            | zakončení c samohláskou (krácení samohl. v n) při zakončení -å nemusí být v určitém tvaru připojeno -a |
| blå              | blått           | blå / blåa                     | zakončení c samohláskou (krácení samohl. v n) při zakončení -å nemusí být v určitém tvaru připojeno -a |
| röd              | rött            | röda                           | zakončení c samohl. + d (krácení samohl. v n; zjednodušené psaní dřívějšího -dt)                       |
| hård             | hårt            | hårda                          | zakončení c souhl. + d                                                                                 |
| vit              | vitt            | vita                           | pravidelné tvoření (krácení samohl. v n)                                                               |
| brant            | brant           | branta                         | zakončení c souhl. + t                                                                                 |
| trött            | trött           | trötta                         | zakončení c -tt                                                                                        |
| trogen           | troget          | trogna                         | zakončení c -en                                                                                        |
| enkel            | enkelt          | enkla                          | zakončení c -el, -er v urč. tvaru vypouští e                                                           |
| vacker           | vackert         | vackra                         | zakončení c -el, -er v urč. tvaru vypouští e                                                           |
| gammal           | gammalt         | gamla                          | zakončení c -al v urč. tvaru vypouští a                                                                |

### Stupňování
- 2. stupeň se tvoří příponou -are. Tyto tvary jsou nesklonné.
- 3. stupeň příponou -(a)st v neurčitém tvaru. Určitý tvar má zakončení -sta/-aste.

Některá adjektiva se stupňují nepravidelně a některá přehlasují kmenovou samohlásku.

## Zájmena

### Přehled osobních a přivlastňovacích zájmen
| číslo    | osoba | česky         | pád podmětu    | pád předmětu     | přivlastňovací                     |
| -------- | ----- | ------------- | -------------- | ---------------- | ---------------------------------- |
| jednotné | 1.    | já            | jag [ja:]      | mig [mej:]       | min, mitt, mina                    |
| jednotné | 2.    | ty            | du             | dig [dej:]       | din, ditt, dina                    |
| jednotné | 3.    | on            | han [han:]     | honom [hon:om]   | hans                               |
| jednotné | 3.    | ona           | hon [hun:]     | henne            | hennes                             |
| jednotné | 3.    | ono (c)       | den [den:]     | den [den:]       | dess                               |
| jednotné | 3.    | ono (n)       | det [de(t:)]   | det [de(t:)]     | dess                               |
| jednotné | 3.    | se            | —              | sig [sej:]       | sin, sitt, sina                    |
| množné   | 1.    | my            | vi             | oss              | vår, vårt, våra                    |
| množné   | 2.    | vy            | ni             | er (eder)        | er (eder), ert (edert), era (edra) |
| množné   | 3.    | oni, ony, ona | de [de:, dom:] | dem [dem:, dom:] | deras                              |
| množné   | 3.    | se            | —              | sig [sej:]       | sin sitt sina                      |

Přivlastňovací zájmena se v 1. a 2. osobě a zvratné zájmeno skloňují jako přídavná jména při slabém skloňování, tj. rozlišují tvary pro společný a střední rod v jednotném čísle a tvar pro množné číslo:
- min – můj, má (c);
- mitt – mé (n);
- mina – mí, mé, má (pl).

Zvratná zájmena se používají pouze ve 3. osobě:
- Jag ser mig. = Vidím se.
- Han ser sig. = Vidí se.

Výslovnost některých tvarů je nepravidelná. Tvary mig, dig, sig, dem se v neformálních textech mohou psát v souladu s výslovností mej, dej, sej, dom.

## Číslovky

### Přehled základních a řadových číslovek
|           | základní                              | řadová      |
| 0         | noll                                  | nollte      |
| 1         | en, ett                               | första      |
| 2         | två                                   | andra       |
| 3         | tre                                   | tredje      |
| 4         | fyra                                  | fjärde      |
| 5         | fem                                   | femte       |
| 6         | sex                                   | sjätte      |
| 7         | sju                                   | sjunde      |
| 8         | åtta                                  | åttonde     |
| 9         | nio                                   | nionde      |
| 10        | tio                                   | tionde      |
| 11        | elva                                  | elfte       |
| 12        | tolv                                  | tolfte      |
| 13        | tretton                               | trettonde   |
| 14        | fjorton                               | fjortonde   |
| 15        | femton                                | femtonde    |
| 16        | sexton                                | sextonde    |
| 17        | sjutton                               | sjuttonde   |
| 18        | arton                                 | artonde     |
| 19        | nitton                                | nittonde    |
| 20        | tjugo                                 | tjugonde    |
| 21        | tjugoen tjugoett                      | tjugoförsta |
| 30        | trettio                               | trettionde  |
| 40        | fyrtio                                | fyrtionde   |
| 50        | femtio                                | femtionde   |
| 60        | sextio                                | sextionde   |
| 70        | sjuttio                               | sjuttionde  |
| 80        | åttio                                 | åttionde    |
| 90        | nittio                                | nittionde   |
| 100       | (ett) hundra                          | hundrade    |
| 135       | etthundratrettiofem                   | …te         |
| 200       | tvåhundra                             | tvåhundrade |
| 1 000     | (ett) tusen                           | tusende     |
| 2 000     | tvåtusen                              | tvåtusende  |
| 21 526    | tjugoettusen femhundratjugosex        | …sjätte     |
| 1 000     | en miljon                             | miljonde    |
| 1 200 502 | en miljon tvåhundratusen femhundratvå | …andra      |

Řadové číslovky se číslicí zapisují takto:
- 0:e, 1:a, 2:a, 3:e, 4:e, 5:e = 0., 1., 2., 3., 4., 5. (nultý, první, druhý, třetí, čtvrtý, pátý)

Na rozdíl od češtiny, kde se za číslicí píše tečka, ve švédštině se za dvojtečkou uvádí koncovka.

### Datum a letopočet
Jag är född den 12 (tolfte) maj 1974 (nittonhundrasjuttiofyra). = Narodil jsem se 12. května 1974.
Před datem se používá určitý člen den. Letopočty do roku 1999 se udávají ve stovkách let (podobně jako v češtině).
- 1900 = nittonhundra = devatenáct set

Staletí
- 1800-talet = 19. století
- 1980-talet = 80. léta 20. století

### Početní úkony
- + plus
- − minus
- × gånger
- / delat med (genom)
- = är (lika med), blir

- 1 + 2 = 3 → ett plus två är tre
- 5 − 4 = 1 → fem minus fyra är ett
- 2 × 3 = 6 → två gånger tre är sex
- 8 / 4 = 2 → åtta delat med fyra är två

### Zlomky
- 1⁄2 = en halv, en andradel, event. en tvådjedel
- 1⁄3 = en tredjedel
- 3⁄4 = tre fjärdedelar
- 2⁄5 = två femtedelar
- 5⁄6 = fem sjättedelar
- 4⁄7 = fyra sjundedelar
- 1⁄8 = en åttondel (en åttondedel)
- 8⁄9 = åtta niondelar (åtta niondedelar)

## Slovesa
Slovesa se rozdělují do čtyř tříd. 1.–3. třída jsou slabá slovesa, 4. třída jsou slovesa silná. Kromě toho existují ještě slovesa způsobová a nepravidelná.
Švédská slovesa svými tvary vyjadřují kategorii času, způsobu a rodu. Osoba a číslo jsou vyjadřovány podmětem (ve větě musí být vždy vyjádřen). Slovesa pro tyto kategorie nemají zvláštní tvary.

### Infinitiv
Infinitiv končí -a, nebo je vyjádřen pouze kmenem slovesa. Často před ním bývá částice att?
- att tala – mluvit, att tro – věřit.

### Přítomný čas
Přítomný čas (prézentum) bývá zkončený na:
- -ar u 1. slovesné třídy,
- -er u 2. slovesné třídy,
- -r u 3. slovesné třídy,
- -(e)r u 4. slovesné třídy (silných sloves);

- jag talar – mluvím, du tror – věříš.

### Budoucí čas
Budoucí čas (futurum) se tvoří pomocí ska(ll) + infinitiv nebo kommer att + infinitiv:
- jag ska göra – budu dělat, udělám (musím to udělat);
- jag kommer att skriva – napíšu, budu psát (hodlám napsat).

První způsob se používá u dějů, které se uskuteční v budoucnu a jsou spíše vynuceny okolnostni než dány vůlí vykonavatele. Při použití druhého způsobu naopak mluvčí doufá, že se děj v budoucnu uskuteční, či hodlá něco udělat. Nejčastěji se však budoucnost vyjadřuje pomocí přítomného času slovesa:
- jag kommer ikväll – přijdu dnes večer.

### Minulé časy
Minulý čas (préteritum) se tvoří koncovkou -de (1. třída)/‑te (2. třída)/‑dde (3. třída) u slabých sloves. Silná slovesa (4. třída) jsou bez koncovky a mění kmenovou samohlásku:
- jag talade – mluvil jsem, jag köpte – kupoval jsem, jag skrev – psal jsem.

Předpřítomný čas (perfektum) se tvoří pomocí har + supinum. Supinum v ostatních severských jazycích není. U slabých sloves má stejný tvar jako trpné/minulé příčestí pro střední rod (‑t [1., 2. třída]/‑tt [3., ale i 4. třída]), u silných sloves má zvláštní tvar zakončený -it (nebo i -tt; obvykle také změněnou kmenovou samohlásku).
Předminulý čas (plusquamperfektum) se tvoří hade + supinum:
- jag har köpt – koupil jsem, jag hade skrivit – napsal jsem (předtím).

Použití časů se řídí podobnými pravidly jako v němčině a angličtině. V hovorové řeči se har/hade často vypouští.

### Podmiňovací způsob
Podmiňovací způsob (kondicionál) se tvoří skulle + infinitiv, v minulosti skulle ha + supinum:
- jag skulle göra – udělal bych, jag skulle ha gjort – byl bych udělal

Přítomný a minulý kondicionál je třeba důsledně rozlišovat.

### Trpný rod
Trpný rod (pasivum) se tvoří dvojím způsobem. Běžnější je tvoření koncovkou ‑s (na rozdíl od norštiny, kde se tyto tvary v běžné mluvě používají málo). Je to obdoba českého trpného rodu tvořeného pomocí se:
- svenska talas – švédštinou se mluví, det skall göras – udělá se, bude uděláno.

Druhý způsob je pomocí bli (stát se) + příčestí trpné. Je třeba odlišit vara (být) + příč. trpné, tato vazba nevyjadřuje trpný děj, ale stav:
- brevet blir skrivet – dopis je psán (nebo brevet skrivs) X jag är älskad – jsem milován

### Příčestí
Příčestí trpné/minulé se skloňuje podobně jako přídavná jména. U slabých sloves se tvoří koncovkami -d/-t/-dd (1. i 2. / 2. / 3. třída – společný rod), -t/-tt (1. a 2. / 3. třída – střední rod), -de/-da/-ta/-dda (1. / 2. / také 2. / 3. třída – plurál). U silných sloves (4. třída) jsou koncovky -en, -et, -na:
- en älskad kvinna, den älskade kvinnan – milovaná žena;
- ett skrivet brev, det skrivna brevet – (na)psaný dopis.

Mluvnická shoda se uplatňuje i v postavení příčestí po slovese (v přísudku nebo v opisných tvarech trpného rodu):
- kvinnan är älskad – žena je milována/milovaná;
- brevet är skrivet – dopis je napsaný;
- breven är skrivna – dopisy jsou napsané.

Příčestí přítomné se tvoří příponou -ande, -ende a je nesklonné:
- svarande – odpovídající, gående – jdoucí.

### Zápor
Zápor se tvoří částicí inte, knižně též ej nebo icke:
- jag talar inte – nemluvím, jag har inte gjort – neudělal jsem.

### Odlučitelná slovesa
S výjimkou předpon an-, be-, bi-, ent-, er-, för-, här-, miss-, sam-, um-, und-, van- a å- jsou všechny ostatní předpony sloves odlučitelné. Podobně se chovají i slovesa složená ze dvou částí. Předpona nebo první část složeniny může být odloučena a stojí pak až za slovesem:
- Det tillgick så. = Det gick så till. = Tak se to stalo.
- Solen uppgick tidigt. = Solen gick up tidigt. = Slunce vyšlo časně.
- Han bortkastade nyckeln. = Han kastade bort nyckeln. = Zahodil klíč.

Odloučené tvary jsou typické pro hovorový styl, spojené tvary jsou více knižní. Může však být i jistý významový rozdíl:
- Jag går av vid nästa station. = Vystupuji na příští stanici.
- Tåget avgår kl. 10. = Vlak odjíždí v 10 hodin.
- Han bröt av käppen. = Zlomil hůl.
- Han avbröt samtalet. = Přerušil rozhovor.

Odlučitelné jsou všechny slovesné tvary s výjimkou příčestí:
- den uppgående solen = vycházející slunce;
- den bortkastade nyckeln = zahozený klíč.

### Přehled časování sloves
|                           | 1. třída                   | 2. třída                                  | 3. třída             | 4. třída                  |
| ------------------------- | -------------------------- | ----------------------------------------- | -------------------- | ------------------------- |
| infinitiv                 | arbeta                     | ställa köpa                               | tro                  | dricka                    |
| přít. čas                 | arbetar                    | ställer köper                             | tror                 | dricker                   |
| imperativ                 | arbeta!                    | ställ! köp!                               | tro!                 | drick!                    |
| min. čas                  | arbetade                   | ställde köpte                             | trodde               | drack                     |
| supinum                   | arbetat                    | ställt köpt                               | trott                | druckit                   |
| příč. minulé/trpné c-n-pl | arbetad, arbetat, arbetade | ställd, ställt, ställda köpt, köpt, köpta | trodd, trott, trodda | drucken, drucket, druckna |

## Příslovce
Od přídavných jmen se příslovce nejčastěji tvoří přidáním -t (jako při tvoření tvarů středního rodu). U přídavných jmen se zakončením -lig se někdy přidává -en:
- snabb (rychlý) → snabbt (rychle),
- dålig (špatný) → dåligt (špatně),
- verklig (konečný) → verkligen (konečně).

Někdy se též přidává přípona ‑vis ke tvaru středního rodu:
- vanligt (obvyklé) → vanligtvis (obvykle).

### Stupňování
Stupňování je stejné jako u adjektiv:
- billigt (levně) – billigare (levněji) – billigast (nejlevněji).

## Syntax

### Slovosled
Švédština má pevný slovosled, kde obvykle stojí sloveso v určitém tvaru na druhém místě ve větě. Základní slovosled je SVO (podmět – přísudek – předmět – ostatní větné členy):
| Podmět | Přísudek | Předmět    | Ostatní větné členy | Překlad                 |
| ------ | -------- | ---------- | ------------------- | ----------------------- |
| Jag    | har      | en ny bil. |                     | Mám nové auto.          |
| Vi     | köpte    | ett hus    | ifjol.              | Vloni jsme koupili dům. |
| Peter  | kommer   |            | imorgon.            | Petr přijde zítra.      |

Tento slovosled se používá zpravidla i ve vedlejších větách:
- Jag vet inte, när Peter kommer. = Nevím, kdy Petr přijde. (Srov. dále.)

Inverzní slovosled (VSO) se používá v otázkách a ve větách, kde na prvním místě stojí příslovečné určení:
| Příslovečné určení/ tázací výraz | Přísudek | Podmět | Předmět  | Ostatní větné členy | Překlad                     |
| -------------------------------- | -------- | ------ | -------- | ------------------- | --------------------------- |
|                                  | Talar    | du     | svenska? |                     | Hovoříš švédsky?            |
| Vad                              | har      | du     |          | i fickan?           | Co máš v kapse?             |
| När                              | kommer   | Peter? |          |                     | Kdy přijde Petr?            |
| Imorgon                          | åker     | vi     |          | till Stockholm.     | Zítra jedeme do Stockholmu. |

Ve složených slovesných tvarech přísudku stojí určité slovesné tvary před neurčitými (infinitiv, příčestí, supinum). Při inverzním slovosledu neurčité tvary následují až za podmětem:
- Jag har skrivit ett brev. = Napsal jsem dopis.
- Har du skrivit brevet? = Napsal jsi ten dopis?

Podmět musí být ve švédské větě vždy vyjádřen.
Pojí‑li se sloveso se dvěma předměty, nepřímý předmět (komu, čemu?) předchází předmětu přímému (koho, co?):
- Han gav mig en kniv. = Dal mi nůž.

Pojí‑li se spojovací výraz vedlejší věty s předložkou, stojí tato předložka až na konci věty:
- Den man, (som) du ser på, är inte den (som) jag menar. = Ten muž, na kterého se díváš, není ten, kterého mám na mysli.

### Větný zápor
Ve švédské větě může být pouze jeden záporný výraz:
- Jag har inget. = Nemám nic. (dosl. mám nic)

V hlavní větě stojí záporka zpravidla za určitým slovesným tvarem:
- Han skall inte komma. = On nepřijde.
- Jag har aldrig sett… = Nikdy jsem neviděl…

Ve vedlejší větě záporka obvykle stojí před slovesem:
- Du vet, att jag aldrig har sett… = Ty víš, že jsem nikdy neviděl…

### Časová souslednost
Časová souslednost se uplatňuje zejména v nepřímé řeči. Je‑li v hlavní větě minulý čas, je třeba posunout časy vedlejší věty do minulosti (v češtině k tomuto jevu nedochází):
| Přímá řeč                   | Přímá řeč                      | Nepřímá řeč                          | Nepřímá řeč                        |
| --------------------------- | ------------------------------ | ------------------------------------ | ---------------------------------- |
| Han sade:                   | On říkal:                      | Han sade, att…                       | On říkal, že…                      |
| Přítomný čas                | Přítomný čas                   | Minulý čas (préteritum)              | Minulý čas (préteritum)            |
| „Jag har en ny bil.“        | „Mám nové auto.“               | han hade en ny bil.                  | má nové auto.                      |
| Perfektum                   | Perfektum                      | Předminulý čas (plusquamperfektum)   | Předminulý čas (plusquamperfektum) |
| „Jag har köpt en ny bil.“   | „Koupil jsem nové auto.“       | han hade köpt en ny bil.             | koupil nové auto.                  |
| Minulý čas (préteritum)     | Minulý čas (préteritum)        | Předminulý čas (plusquamperfektum)   | Předminulý čas (plusquamperfektum) |
| „Jag köpte en ny bil igår.“ | „Včera jsem koupil nové auto.“ | han hade köpt en ny bil dagen forut. | včera koupil nové auto.            |
| Budoucí čas                 | Budoucí čas                    | Podmiňovací způsob (kondicionál)     | Podmiňovací způsob (kondicionál)   |
| „Jag skall köpa en ny bil.“ | „Koupím nové auto.“            | han skulle köpa en ny bil.           | koupí nové auto.                   |

Časová souslednost se uplatňuje i ve větách jako:
- Jag visste, att du hade rätt. = Věděl jsem, že máš pravdu.
- Jag ville, att de skulle komma. = Chtěl jsem, aby přišli.